# (728) Leonisis
(728) Leonisis est un astéroïde de la ceinture principale découvert le 16 février 1912 par l'astronome autrichien Johann Palisa. Sa désignation provisoire était 1912 NU.
Son nom vient de Leo Gans, industriel et mécène allemand, et de la déesse égyptienne Isis, symbole de  l'association de physique de Francfort (de).